# Можейково
Можейково (бел. Мажэйкава; до 2002 года — Малое Можейково) — агрогородок в Лидском районе Гродненской области Беларуси. Административный центр Можейковского сельсовета. Население 629 человек (2009).

## География
Агрогородок расположен на границе с Щучинским районом в 20 км к северо-востоку от города Щучин и в 28 км к юго-западу от города Лида. По восточной оконечности села протекает река Лебеда (be:Рака Лебяда), в деревне есть рыбоводческий пруд. Рядом с селом проходит магистраль М6 (Минск — Гродно). Ближайшая ж/д станция агрогородка Скрибовцы на линии Лида — Мосты находится в 3 километрах к югу от села. В 2009 году население Можейкова составляло 629 человек.

## История
Первое письменное упоминание о Можейкове относится к 1502 году, когда боярин Михаил Гагин получил от великого князя Александра «двор Жолудского повета на имя Можейковский». За участие в мятеже Глинских Гагин был лишён всех имений, а Можейково великий князь Сигизмунд I в 1511 году отдал Шимко Мацковичу, который владел имением 30 лет. В этот же период произошло разделение имения на Большое и Малое Можейково. Шимко Мацкович построил в имении деревянную церковь.
Вдова Мацковича Софья вышла замуж за князя Василия Полубинского, который стал новым владельцем Можейкова. После его смерти именем владели Ян Шимкович (сын Софьи и Шимко) и Александр Нарушевич.
В ходе Русско-польской войны 1654—1667 годов Можейково было опустошено, оказавшись в 1659 году на пути войска И. А. Хованского. После войны поселение было восстановлено, в XVIII веке оно перешло к роду Ходкевичей, в частности им владел воевода брестский Адам Ходкевич.

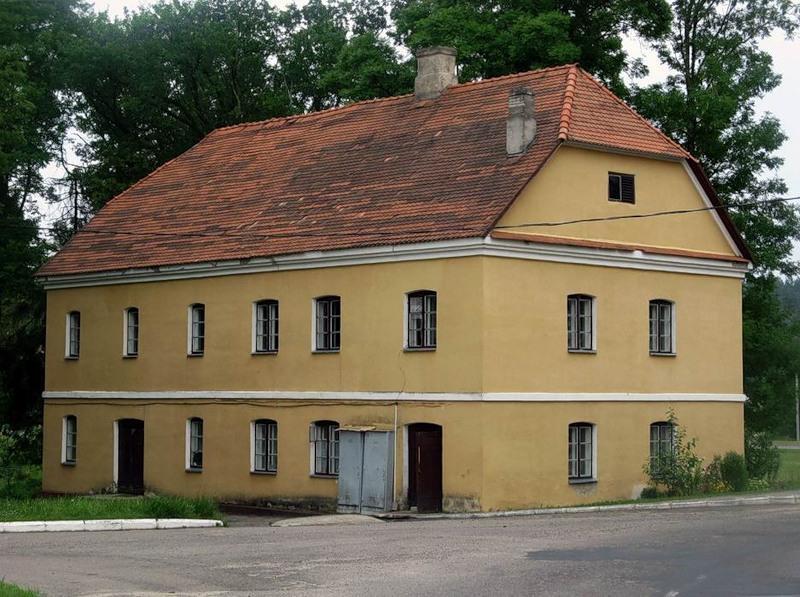
Жилой дом в усадьбе

В результате третьего раздела Речи Посполитой (1795) Можейково оказалось в составе Российской империи, где вошло в Лидский уезд. На стыке XVIII и XIX веков имение было куплено родом Костровицких, которые возвели в поместье усадьбу. Дочь Ромуальда Костровицкого Казимира вышла замуж за Александра Брохоцкого и получила имение в приданое. По одной из версий её матерью была Эмилия Рёмер из дворянского рода Рёмеров (Ромеров), по другой версии Ромером был первый муж Казимиры. В первую очередь эти попытки «найти Ромеров» среди хозяинов усадьбы связаны с тем, что за усадьбой Можейкова закрепилось имя «усадьба Ромеров», притом что настоящими владельцами имения в XIX веке, когда и были выстроены современные здания усадьбы, были Костровицкие и Брохоцкие. Последним хозяином усадьбы был рождённый здесь в 1895 году Андрей Брохоцкий — внук Александра. В 1938 году он построил в Малом Можейково спиртзавод.

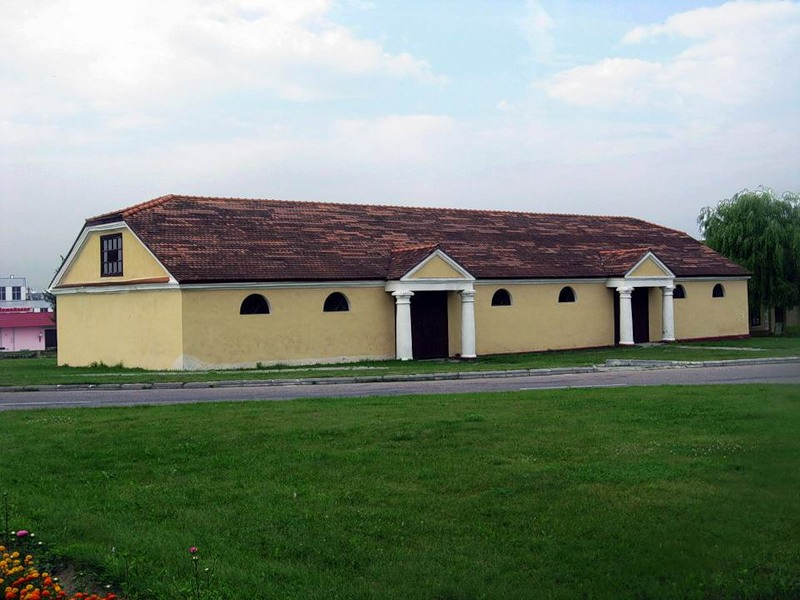
Конюшня

Согласно Рижскому мирному договору (1921) Можейково оказалось в составе межвоенной Польской Республики, где вошло в состав Лидского повета Новогрудского воеводства. Согласно переписи населения 1921 года деревня насчитывала 108 жителей.
В 1939 году Малое Можейково вошло в БССР, спиртзавод национализирован. На его базе был образован ликёро-водочный завод, существующий и поныне. После войны в усадебном доме размещались дирекция совхоза и клуб. В 1980-е годы были проведены работы по восстановлению усадьбы, однако в ходе работ сильно пострадал усадебный парк, было вырублено большое количество деревьев. В настоящее время в усадьбе размещается местная администрация.
В 2009 году деревня Можейково преобразована в агрогородок.

## Культура
- Дом культуры
- Историко-краеведческий музей "Спадчына" ГУО "Можейковский учебно-педагогический комплекс детский сад - средняя школа"

## События и мероприятия
- 9 сентября 2023 года — районный фестиваль «Дажынкi»[7]

## Достопримечательности
- Можейковская усадьба Ромеров (первая половина XIX века) —  Историко-культурная ценность Республики Беларусь, шифр 413Г000358.

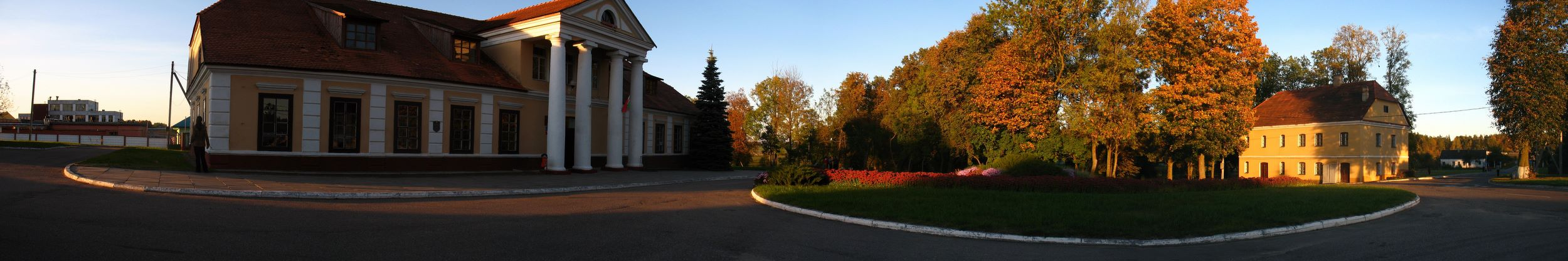

  - Усадебный дом
  - Жилой дом
  - Конюшня
  - Маслобойня